# Улица Фаворского (Санкт-Петербург)

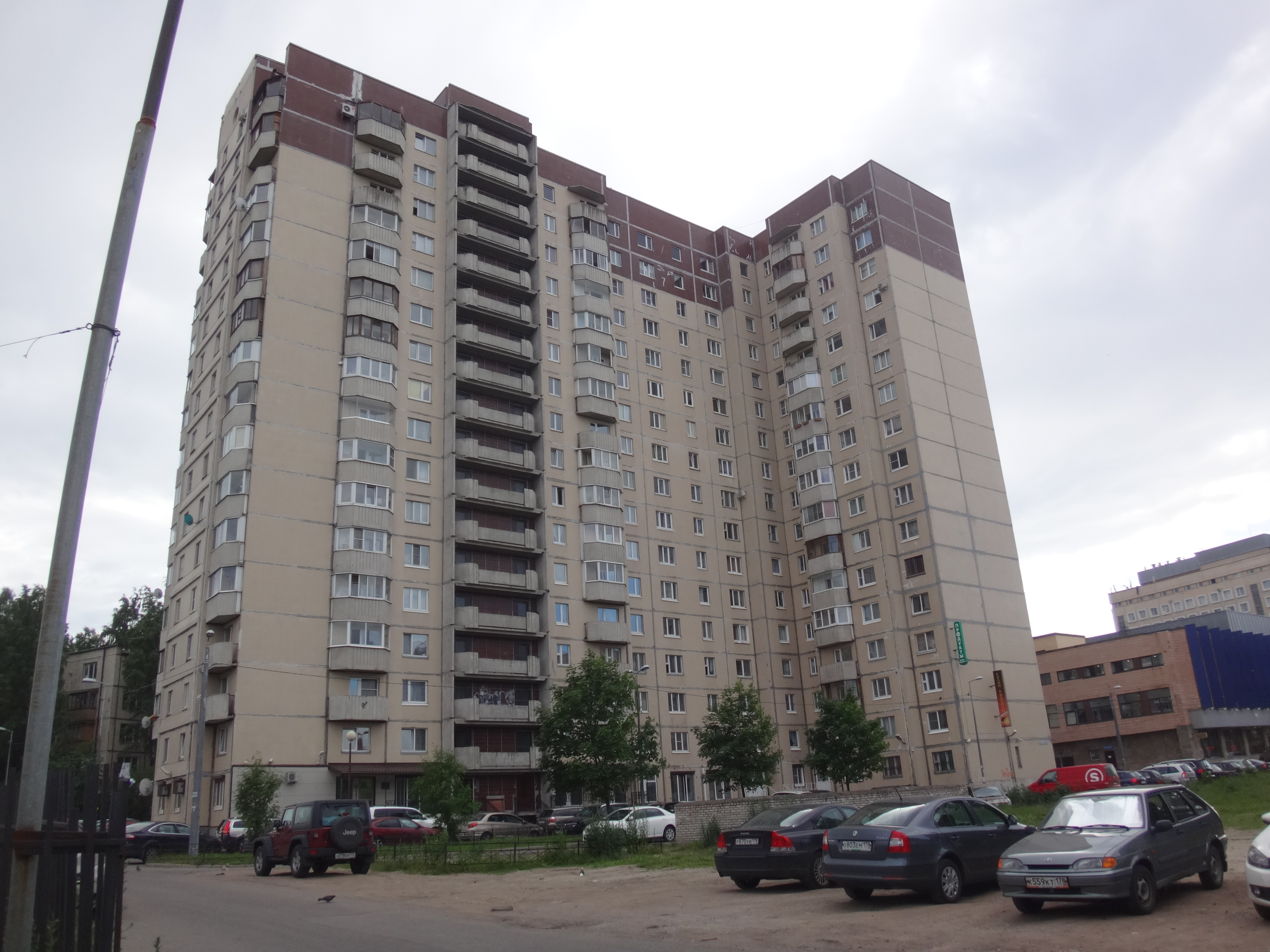
Дом 15/1 по улице Фаворского, построенный в 2000 году. Единственный жилой дом на нечётной стороне улицы

Улица Фаво́рского — улица в Калининском районе Санкт-Петербурга (в исторических районах Кушелевка и Гражданка). Официально проходит от Политехнической улицы до улицы Бутлерова. Фактически участок от Политехнической до Гжатской улицы не существует, для проезда и прохода доступны лишь короткие участки с обеих сторон, заканчивающиеся тупиками.

## История
Улица названа 28 мая 1979 года в честь русского химика Алексея Евграфовича Фаворского. До переименования носила название Политехническая дорога (1960—1979). Первоначальное название улицы — Петровский переулок.
По улице проходила ЛЭП невысокого напряжения. В 2014 году её убрали.

## Объекты

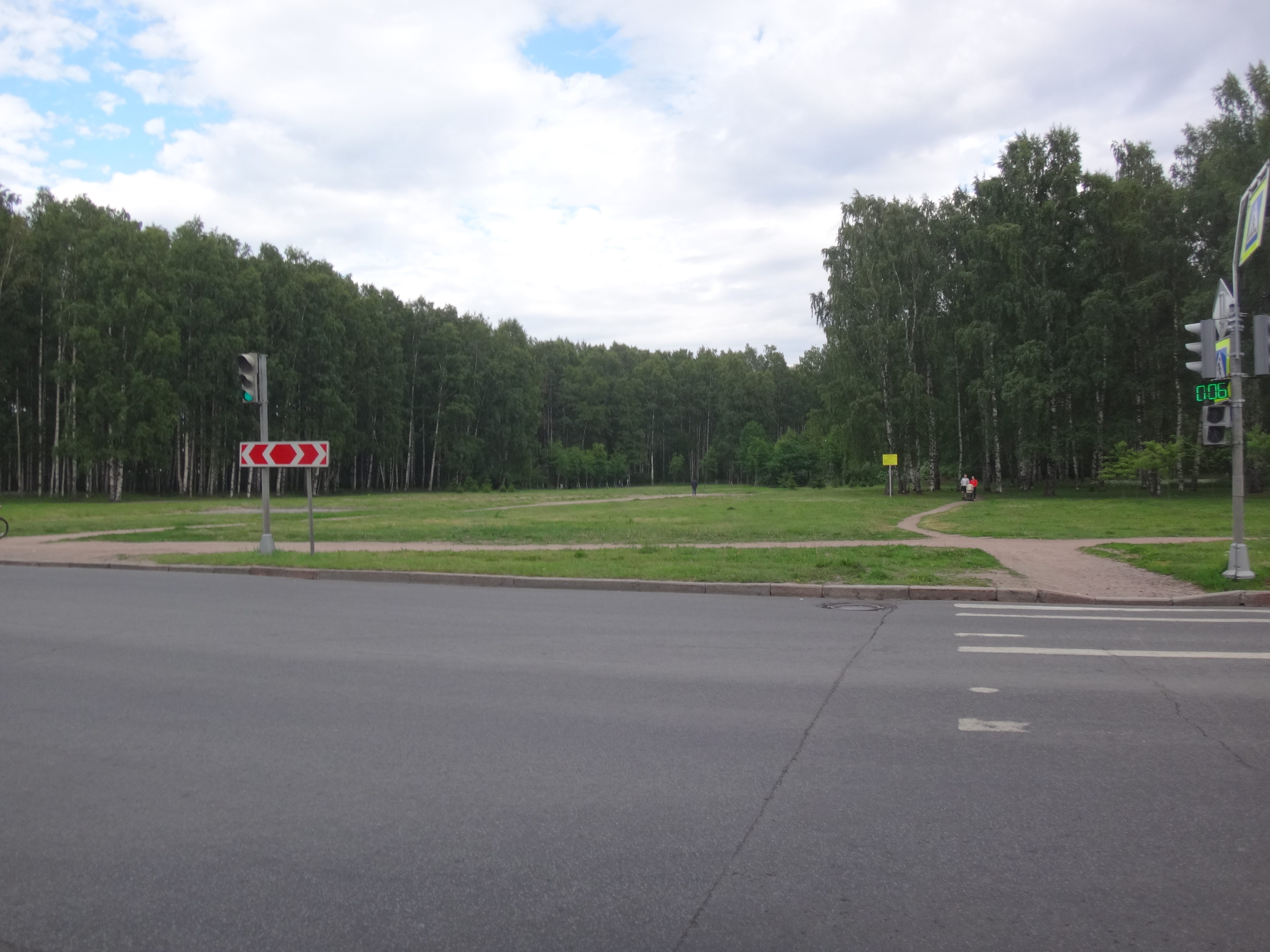
Вид на Пискарёвский парк с угла между улицами Бутлерова и Фаворского

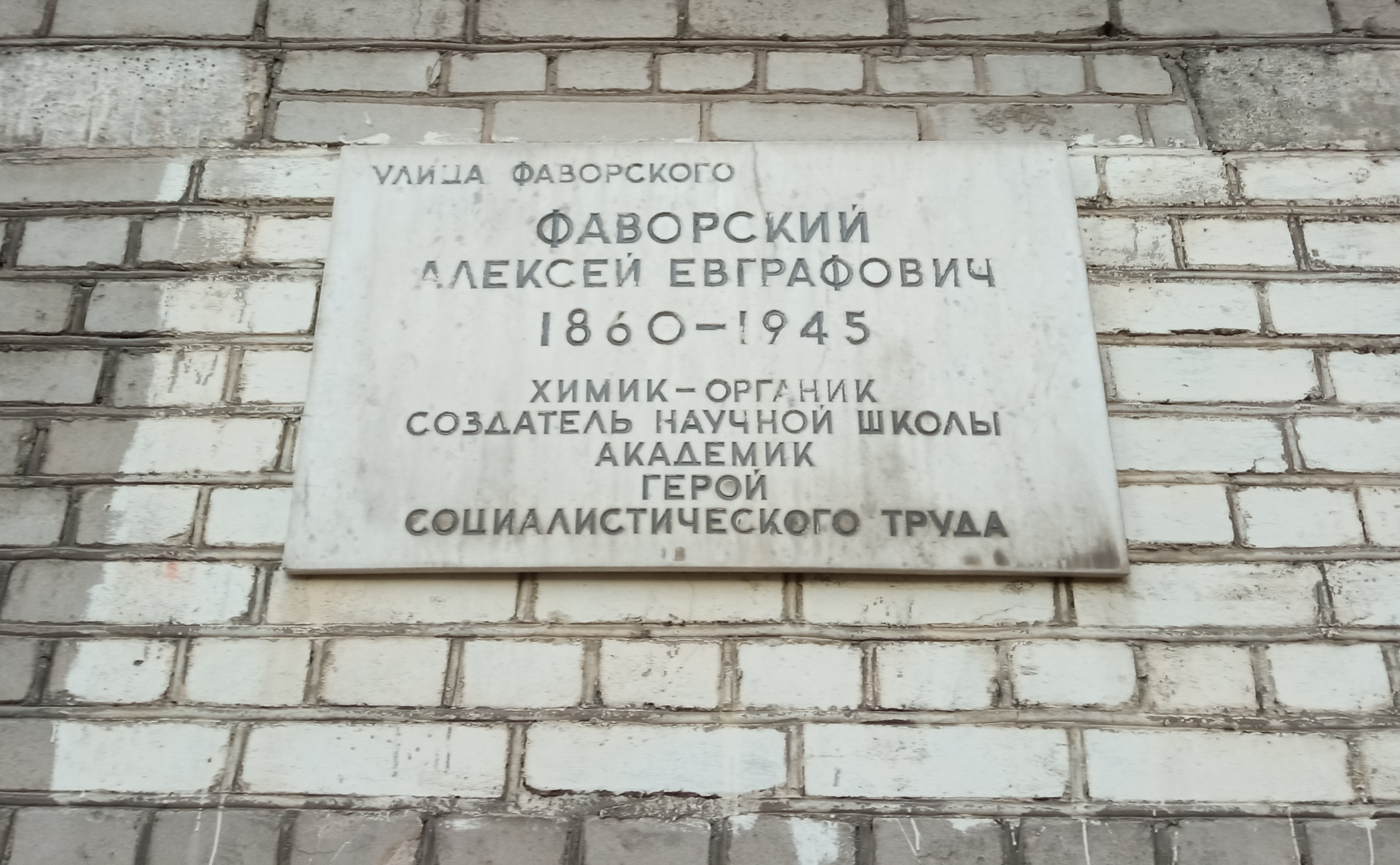
Мемориальная доска на доме № 14

На улице расположены школа № 111 с углублённым изучением немецкого языка, головной офис Максидома, офисные здания, жилые дома.
Дом 15/1 — единственный жилой дом на нечётной стороне улицы.

## Пересечения
C запада на восток:
- Гжатская улица
- Гражданский проспект
- Старо-Муринская улица
- улица Бутлерова

## Транспорт
- Метро: «Площадь Мужества» (1000 м), «Политехническая» (1100 м), «Академическая» (1400 м)
- Ж/д платформы: Пискарёвка (2100 м)